# Комерційна пропозиція (оповідання)
«Комерційна пропозиця» (англ. Sales Pitch) — науково-фантастичне оповідання американського письменника Філіпа К. Діка про всюдисущу, нав'язливу і навіть агресивну рекламу. Уперше видане в червні 1954 року видавництвом «Columbia Publications, Inc.» у журналі «Future Science Fiction». Увійшло до збірок «Золотий чоловік» (англ. The Golden Man) 1980 року, «Роботи, андроїди і механічні дивовижі» (англ. Robots, Androids, and Mechanical Oddities) 1984 року, до третього тому «Зібраної короткої прози Філіпа К. Діка» 1987 року.
Оповідання було адаптовано двічі: як радіоп'єсу в 1989 р., як епізод телесеріалу у 2017 р.
Українською мовою оповідання видане «Видавництвом Жупанського» у 2023 році в третьому томі «Повного зібрання короткої прози» Філіпа К. Діка в перекладі Єгора Полякова.

## Сюжет
Ед Морріс повертається із Ганімеда на Землю. Політ уже сам по собі є виснажливим, але найбільше його дратує реклама, яка супроводжує його протягом усього маршруту. Суміш відео- та аудіореклами стає постійним супутником під час подорожі. Навіть після прибуття на Землю рекламні роботи переслідують його аж до самого порогу.
Дружина Саллі нагадує Моррісу, що сьогодні його тридцять сьомий день народження. Однак Морріс настільки втомлений, що в нього немає сил для радості. Він скаржиться на рекламу, яку бачить повсюди. Саллі співчуває, згадуючи, як роботи постійно надокучають їй під час покупок. Морріс пропонує перебратися до системи Проксима Центавра, де мало людей, є вільна земля і жодної реклами. Він попереджає, що якщо вони не переїдуть, роботи їх зрештою дістануть. Раптом у двері хтось дзвонить.
На порозі стоїть робот, який пропонує придбати «паскад». Після короткого знайомства він стверджує, що паскад (повністю автоматичний самокерований андроїд для дому) значно покращить їхнє життя. Робот-паскад починає демонструвати свої можливості, пояснюючи, що існують ще версії для будівництва, управління, бюрократії та військових потреб.
Тієї ж ночі подружжя обговорює цю комерційну пропозицію. Саллі прихильно ставиться до ідеї придбання, вважаючи, що паскад не надто дорогий і вони отримають комісію, якщо їхні друзі також його куплять. Морріс виходить до вітальні, де паскад досі стоїть, готовий відповісти на будь-які запитання. Він наказує йому забиратися геть. Робот відмовляється, заявляючи, що Морріс не може ним командувати, доки не завершить купівлю. Нав'язуючи себе далі, робот береться за хатні справи і доходить висновку, що дружина Морріса недостатньо розумна, щоб упоратися з цими завданнями. Пізно вночі, без паскада, Морріс вирушає до Ганімеда.
На марсіанській заправній станції Морріс із подивом помічає, що на борт його корабля заходить паскад. Робот продовжує демонструвати свою корисність, налаштовуючи панель керування судна. Спантеличений Морріс із гірким сарказмом запитує, чи компанія не має нічого проти послуг, які він надає йому. У відповідь робот пояснює, що рахунок невдовзі буде надіслано, а компанія вже важає продукт проданим. Ці слова остаточно дратують Морріса, і, не вагаючись, він змінює курс корабля на Проксиму Центавра.
Під час польоту паскад скаржиться, що корабель Морріса не призначений для міжсистемних подорожей. Він пропонує повернутися назад до Сонячної системи, однак Морріс його ігнорує. Зрештою, корабель вибухає, розриваючись навпіл.
Тяжко травмований, Морріс у зруйнованому кораблі насолоджується видом, якого він чекав усе своє життя. Проксима Центавра щомиті наближається, і за день чи два вона поглине його судно. Проте ця насолода триває недовго. Пошкоджений паскад підводиться і починає свою презентацію з самого початку.

## Коментар Ф. К. Діка
|                                                                                                 | Коли це оповідання вперше вийшло друком, воно не сподобалося моїм шанувальникам. Я його перечитав, бо не міг зрозуміти, чому вони були так вороже налаштовані, і таки зрозумів: ця історія дуже розчаровує, немилосердно розчаровує. Якби я міг її переписати, то кінець був би іншим. Людина і робот, тобто паскад, почали б співпрацювати і зрештою подружилися. Логіку параної цієї історії треба було деконструювати в її протилежність. Конфлікт, де людина протистоїть роботу, мав би перейти у своє заперечення, де людина спільно з роботом протистоять всесвіту. Я справді шкодую, що не обрав цього шляху, тож коли ви читатимете його, спробуйте уявити завершення таким, як його слід було написати. Паскад скаже: «Сер, я тут, щоб допомогти вам. Чорт з ними, з цими продажами, давайте залишимося навіки разом». Тоді, щоправда, мене б критикували за надмірно оптимістичну розв’язку, але й та, що є, все ж недобра. Мої шанувальники мали рацію. |
| — Філіп Дік (1978 рік) , з приміток видання: Філіп К. Дік. Повне зібрання короткої прози. Том 3 | |

## Адаптації
- Оповідання було адаптовано як радіоп'єсу для Sci-Fi Radio. Епізод вийшов в ефір 17 жовтня 1989 року.[3][4]

- У 2017 році за мотивами оповідання вийшов четвертий епізод «Шалений діамант» (англ. Crazy Diamond) телесеріалу «Електричні сни Філіпа К. Діка». Головну роль у ньому виконав Стів Бушемі. Сюжет адаптації значно відрізняється від оповідання.[5][6]

## Видання українською мовою
- Дік, Філіп. К. Повне зібрання короткої прози. Том 3 / Пер. з англ.: Єгор Поляков, Ганна Гнедкова. — Київ: Видавництво Жупанського, 2023. — (Ad Astra) — 592 с. ISBN 978-617-7585-85-4
  - Комерційна пропозиція (з 14 с. по 30 с.; переклав Єгор Поляков)

## Зауваги
1. ↑  Дані взято з видання: Філіп К. Дік. Повне зібрання короткої прози. Том 3, Видавництво Жупанського, 2023